# Inzing
Inzing is een gemeente in het district Innsbruck Land van de Oostenrijkse deelstaat Tirol.
Inzing ligt in het Oberinntal, tussen Innsbruck en Telfs, op de zuidoever van de Inn. Het gemeentegebied bestaat naast het hoofddorp uit meerdere dorpjes op de Inzingerberg, de uitloper van het in het westen gelegen middelgebergteterras, te weten Hof, Toblaten, Eben, Mühltal, Gigglberg en Schindeltal. De industrie in het oosten van het dorp is vooral gericht op houtverwerking.
Inzing werd voor het eerst vermeld in 1034. In de barokke parochiekerk zijn laatbarokke fresco's te vinden. Het laatgotische Schlößl werd rond 1920 in historische stijl gerestaureerd. De gemeente Hatting werd in 1974 bij Inzing gevoegd, maar in 1993 werd het weer een zelfstandige gemeente.
Inzing is bereikbaar via de afrit Zirl-West op de Inntal Autobahn en heeft bovendien een station aan de Arlbergspoorlijn.